# Pixies (pel·lícula)
Pixies és una pel·lícula d'animació fantàstica de 2015 estrenada per Arcana Studio. Està basada en la novel·la gràfica homònima del 2012. Pixies està escrita, produïda i dirigida per Sean O'Reilly, l'autor de la novel·la gràfica, que va ser nominat als premis Leo 2016 a la millor direcció en un programa d'animació pel seu treball a la pel·lícula. S'ha doblat i subtitulat al català.

## Sinopsi
Joe Beck ha perdut l'amor de la seva vida per culpa d'una maledicció dels Pixie i ara ha d'esbrinar com recuperar la seva xicota, investigar més coses sobre els misteriosos Pixies i desfer una malifeta que van fer fa temps.